# 伊藤由里子
伊藤 由里子（いとう ゆりこ、1968年12月16日 - ）は、愛知県常滑市出身のプロフェッショナル エアロビック選手でパブリックスピーカー。身長：156cm、体重：51kg。世界タイトルを9つ獲得している。

## 経歴
3姉妹の末っ子として愛知県常滑市に出生。中京女子大学短期大学部体育科卒業。スタジオNAFA 第14期インストラクター養成コース修了。
1988年頃からエアロビクスをはじめ、その年に初めて競技会に参加。 小中学校時代に器械体操、高校時代に新体操、ジャズダンス、クラシックバレエ、短大時代にモダンダンスを経験。1996年にスズキワールドカップで世界の頂点をつかむ。 
以来エアロビクスの女王として「世界のイトウ」は頂点に君臨 世界の3大大会である 「スズキワールドカップ」「World Aerobic Championship」「 FIG Sports Aerobics World Championships」の全てのタイトルを手にしているが、 1999年度は1シーズン中にこれらの世界3大大会すべてを制覇する「グランドスラム」を獲得する快挙を成し遂げた。 
これまでにとった世界のタイトルは9つを数え、「LADY AEROBICS」と言われ 世界中のエアロビックファンから愛され続けている。
現在ではエアロビック選手という枠を超え、音楽を使って体を動かす事の素晴らしさを伝えるパブリックスピーカーとして活動。また、ラテンダンスをベースにしたスペイン発の新感覚ダンスワークアウト「BAILA BAILA」のプログラムコーディネーター、エアロビック・ダンスワークアウト「AER☆STER」コレオグラファーとしてイベント出演や各種メディアへの解説などで活躍中。2016年4月1日からは一般社団法人「日本フィットネス&ダンスインストラクター協会」の代表理事も務めている。